# (6387) 1989 WC
(6387) 1989 WC (1989 WC, 1978 ED9) — астероїд головного поясу, відкритий 19 листопада 1989 року.
Тіссеранів параметр щодо Юпітера — 3,387.